# Darrell Pasloski
Darrell Pasloski (St. Boniface, 1960) è un politico canadese.
Corre per la guida dello Yukon Party e vince alla convention del 28 maggio 2011, sconfiggendo il deputato regionale Jim Kenyon e l'uomo d'affari Rod Taylor. L'11 giugno successivo viene ufficialmente nominato leader e premier del territorio dello Yukon, pur non essendo membro dell'Assemblea legislativa. Nelle elezioni del 2011 riesce comunque a conquistare un seggio nel distretto elettorale di Mountainview.